# Florian Setzen
Florian Setzen (* 19. September 1971 in Schwäbisch Gmünd) ist ein baden-württembergischer Politikwissenschaftler und Historiker.

## Leben
Setzen ist der Sohn des Soziologen Karl Setzen. Kindheit und Jugendjahre verbrachte Florian Setzen in Schwäbisch Gmünd und Waldstetten. Am Scheffold-Gymnasium Schwäbisch Gmünd machte er Abitur. Danach studierte er Geschichte, Öffentliches Recht und Ethnologie an der Albert-Ludwigs-Universität Freiburg im Breisgau und am Trinity College Dublin in Irland. In Freiburg absolvierte er ein Magister-Studium mit einer historiografisch-völkerrechtlichen Arbeit über Neutralität im Zweiten Weltkrieg in Irland, Schweden und der Schweiz. Anschließend ging er für ein Postgraduiertenstudium 19971998 ans Europakolleg Brügge nach Belgien, das er mit einem Master of Arts in European Political and Administrative Studies abschloss. Später studierte er noch Betriebswirtschaftslehre an der FernUni Hagen.
Setzen arbeitete von 1998 bis 1999 als Wissenschaftlicher Mitarbeiter am Institut für Europäische Politik in Bonn und von 1999 bis 2007 als Bildungsreferent an der Katholischen Akademie Rhein-Neckar der Diözese Speyer in Ludwigshafen am Rhein. Von 2007 bis 2021 war er Direktor des Europa Zentrums Baden-Württemberg – Institut und Akademie für Europafragen. Seit 2008 ist er Lehrbeauftragter im Bereich Internationale Studien an der ESB Business School Reutlingen.

## Wirken
Florian Setzen schuf an seinen beruflichen Wirkungsstätten mehrere Seminar- und Veranstaltungskonzepte sowie Publikationen und Handreichungen im Bereich europäische Integration, viele davon für den Einsatz in der europapolitischen Bildung. Maßgeblich als Initiator und Autor beteiligt war er bei der Entwicklung des Brettspiels Legislativity – Das Spiel zur EU-Gesetzgebung, eine Methode zur spielerischen Vermittlung des Ordentlichen Gesetzgebungsverfahrens der EU, die bis Mitte 2019 mehr als 1000fach verkauft wurde und 2019 zu den Nominierungen (short list) des Kaiser-Maximilian-Preises für europäische Verdienste auf regionaler und kommunaler Ebene des Landes Tirol und der Stadt Innsbruck gehörte.
Neben seiner hauptamtlichen Tätigkeit widmete sich Setzen der Geschichtsforschung. Als 23-Jähriger erhielt er für das regionalgeschichtliche Werk Geheimnisvolles Christental – Geschichtliches und Sagenhaftes um Burgruine Granegg und Reiterles-Kapelle 1994 den Landesjugendförderpreis für Heimatforschung Baden-Württemberg 1998 widerlegte er nach Forschungen im Berner Bundesarchiv in einem Aufsatz die These von Hintermännern des Hitler-Attentäters Georg Elser in der Schweiz. 2021 veröffentlichte Setzen eine kommentierte Edition des Stammbüchleins der Grafen und Herren von Rechberg, das von Johann Frey vor der Mitte des 17. Jahrhunderts verfasst wurde.

## Publikationen (Auswahl)
- (Bearb.): Das Stammbüchlein der Grafen und Herren von Rechberg des Vogts der Herrschaft Waldstetten Johann Frey aus Schwäbisch Gmünd von 1643. Geschichtlicher Zusammenhang, Transkription, Originalabdruck (= Quellen aus dem Stadtarchiv Schwäbisch Gmünd. Digitale Editionen 7). Schwäbisch Gmünd 2021 (online)
- (Hrsg.): Der neue Vertrag für Europa. Änderungen der EU-Rechtsgrundlage durch den „Vertrag von Lissabon“ und Bewertung aus baden-württembergischer Sicht, Europapolitische Schriften des Europa Zentrums Baden-Württemberg Bd. 1, Stuttgart 2007, ISBN 978-3-9812037-0-7.
- (Hrsg.): Europapolitische Kommunikation und Web 2.0 – Formen, Trends, Herausforderungen und Chancen, Europapolitische Schriften des Europa Zentrums Baden-Württemberg Bd. 4, Stuttgart 2012, ISBN 978-3-9812037-3-8.
- zusammen mit Sándor Bán, Michel Braud, Qlympia Gesztes, Rainald Schneider: From vandal to voter? Active citizenship in Europe – analysis and methods, Buch und CD-Rom, Budapest 2003, ISBN 963-2062-18-3.
- zusammen mit Charisma-Désirée Gras und Nils Bunjes: Oder-Neuland für Europa – Odra-Nowa Ziemia dla Europy. Ein Simulationsspiel für die deutsch-polnische Städtepartnerschaft – Gra symulacyjna dla Polskiego-Niemiecko partnerstwa miast, hrsgg. v. Europa Zentrum Baden-Württemberg, Stuttgart 2008.
- Die EU-Donauraumstrategie für die Praxis. Ein Handbuch mit Informationen für Interessierte und potentielle Projektträger, Europapolitische Schriften des Europa Zentrums Baden-Württemberg Bd. 5, Stuttgart 2013, ISBN 978-3-9812037-4-5.
- zusammen mit Ina Rubbert, Nils Bunjes et al.: LEGISLATIVITY – Das Spiel zur EU-Gesetzgebung, herausgegeben vom Europa Zentrum Baden-Württemberg, Stuttgart 2017.
- zusammen mit Milena Rapp: Innovative EU-Vermittlung in der Schule: Die Einbettung des Brettspiels ‚Legislativity – Das Spiel zur EU-Gesetzgebung‘ in den Unterricht, hrsg. v. Europa Zentrum Baden-Württemberg, Stuttgart 2019.
- Geheimnisvolles Christental. Geschichtliches und Sagenhaftes um Burgruine Granegg und Reiterles-Kapelle, 2. überarbeitete Aufl. der Erstauflage von 1994, Messelstein-Verlag, Donzdorf 1995, ISBN 3-928418-10-6.
- Neutralität im Zweiten Weltkrieg. Irland, Schweden und die Schweiz im Vergleich, Schriftenreihe Studien zur Zeitgeschichte Bd. 14, Kovacs-Verlag, Hamburg 1997, ISBN 3-86064-651-6.